# ريكس تسو
ريكس تسو (بالصينية: 曹星如) مواليد 15 يوليو 1987 في هونغ كونغ، هو ملاكم محترف هونغ كونغي يصنف ضمن فئة وزن الذبابة.

## إحصائيات
خاض خلال مسيرته 20 نزالا، فاز في 20 ولم يتعادل ولم يخسر. فاز بالضربة القاضية في 12 نزالا.

## روابط خارجية
- ريكس تسو على موقع بوكس ريك (الإنجليزية) (registration required)